# Châteauponsac
Châteauponsac (okzitanisch: Chastél Ponçac) ist eine französische Gemeinde mit 2.028 Einwohnern (Stand: 1. Januar 2022) im Département Haute-Vienne in der Region Nouvelle-Aquitaine. Châteauponsac liegt im Arrondissement Bellac, im Kanton Châteauponsac und in der Communauté de communes Gartempe Saint-Pardoux. Die Einwohner werden Châtelauds genannt.

## Geographie
Châteauponsac liegt etwa 33 Kilometer nördlich von Limoges an der Gartempe. Auch der Fluss Semme durchquert die Gemeinde. Umgeben wird Châteauponsac von den Nachbargemeinden
- Dompierre-les-Églises im Norden und Nordwesten,
- Saint-Sornin-Leulac im Norden, Saint-Amand-Magnazeix im Nordosten,
- Bessines-sur-Gartempe im Osten und Südosten,
- Saint-Pardoux-le-Lac mit Saint-Pardoux im Süden, Saint-Symphorien-sur-Couze im Süden und Südwesten und Roussac im Südwesten,
- Balledent im Westen und Südwesten,
- Rancon im Westen,
- Villefavard im Nordwesten.

Durch die Gemeinde führt die frühere Route nationale 711 (heutige D711).

## Bevölkerungsentwicklung
| 1962 | 1968 | 1975 | 1982 | 1990 | 1999 | 2006 | 2012 | 2018 |
| ---- | ---- | ---- | ---- | ---- | ---- | ---- | ---- | ---- |
| 3115 | 2885 | 2849 | 2604 | 2409 | 2252 | 2186 | 2086 | 2038 |

## Sehenswürdigkeiten
- Kirche Saint-Thyrse aus dem 12. Jahrhundert
- Kapelle Notre-Dame-de-Toute-Bonté, im 11. Jahrhundert errichtet
- Alte Benediktinerpriorei aus dem Jahre 1318, heutiges archäologisches Museum (1964 eröffnet)
- römische Brücke

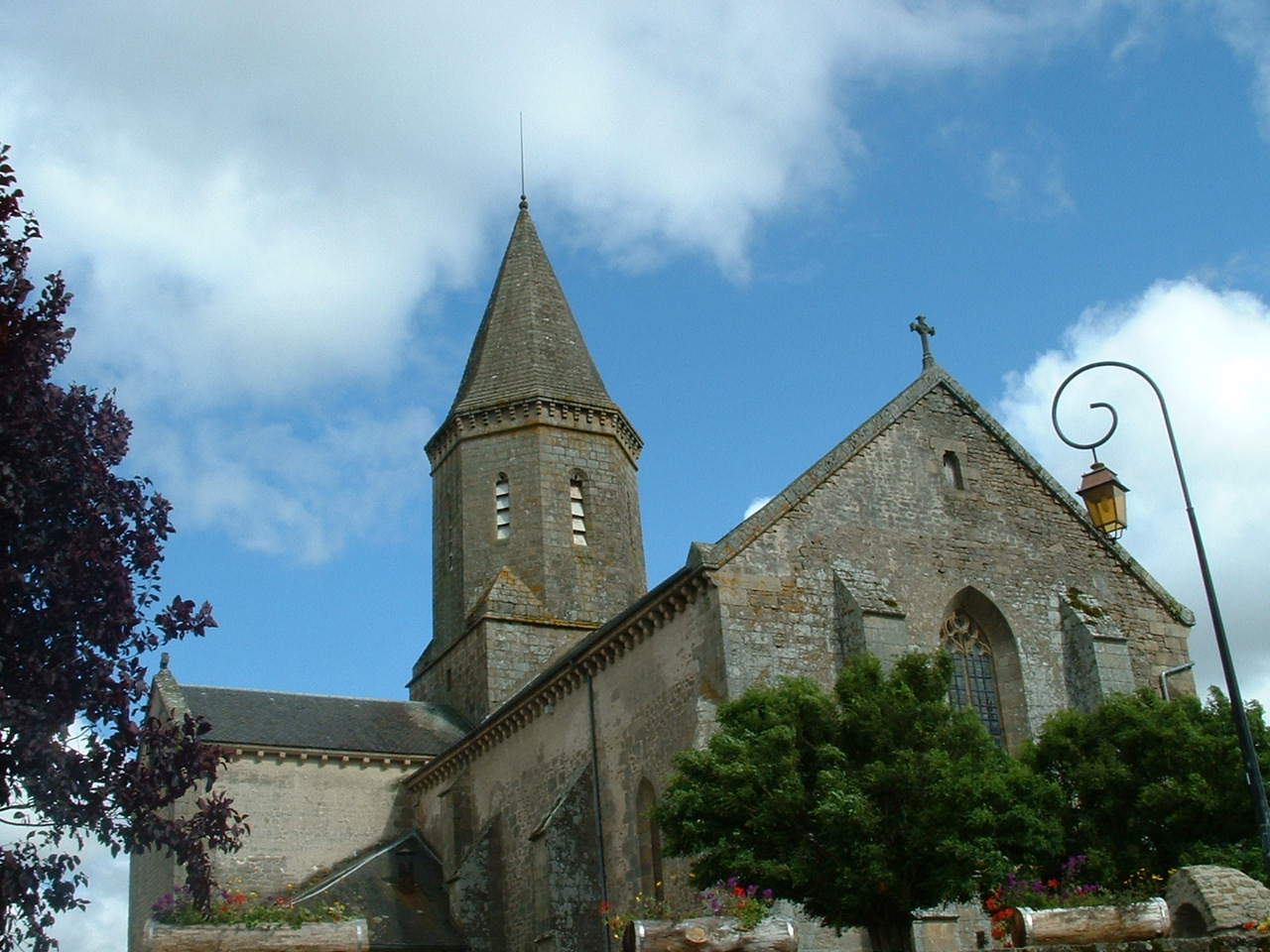
Kirche Saint-Thyrse
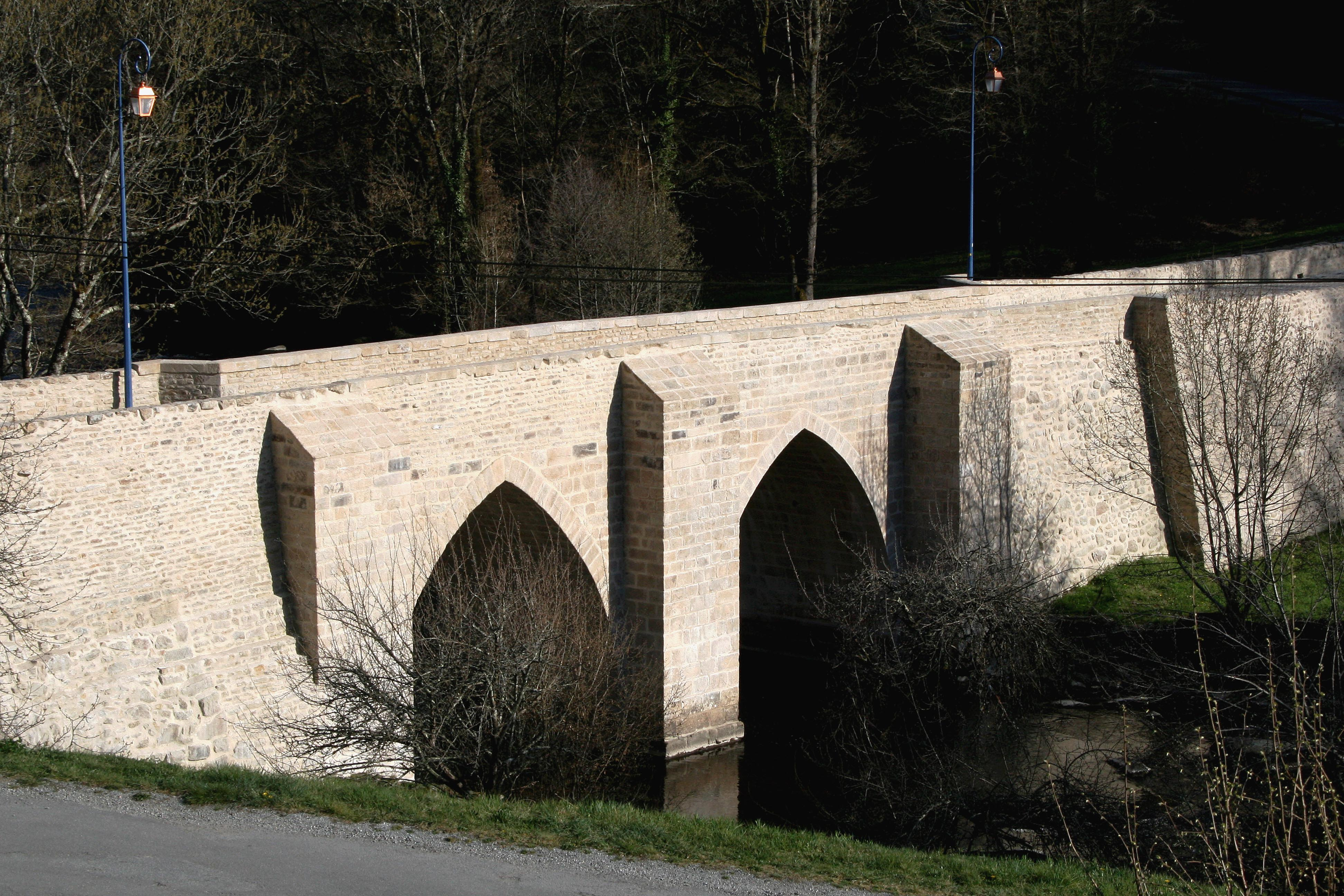
Römische Brücke

## Persönlichkeiten
- Jean Baubérot (* 1941), Historiker und Soziologe
- Eugène Dussous (1905–1989), Autorennfahrer

## Gemeindepartnerschaft
Mit der deutschen Gemeinde Burgthann in Franken (Bayern) besteht eine Partnerschaft.